# Ана Врцељ
Ана Врцељ (Бенковац; 23. октобар 1993) је српска манекенка која је заузела место 2. пратиље на Мис Србије 2012; представљала је Србију на Мис универзума 2013. године. 
Врцељ је студирала на Шумарском факултету Универзитета у Београду. 
Николина Бојић крунисана је за Мис Србије 2013, али је скинута са трона након што је откривено да је удата. Александра Докнић заузела је место представника Србије за Мис света, док је Ана Врцељ постала представник Србије за Мис Универзума.
Ona је представљала Србију на Мис Универзума 2013. године у Москви, Русија; али није успела да се пласира у полуфинале.